# EAA Acro Sport
Le EAA Acro Sport est un monoplace de voltige aérienne.
Dessiné par Paul Poberezny pour les besoins spécifiques des programmes éducatifs menés en milieu scolaire par l’EAA Aviation Foundation, le prototype de l’EAA Acro Sport fut construit par le personnel de l’EAA Aviation Museum.
Affichant volontairement des allures d'avion ancien, c’est un monoplace de voltige élémentaire doté d’un fuselage en tubes métalliques entoilé et d’ailes construites entièrement en bois, équipées d’ailerons aux deux plans. Équipé d’un Lycoming O-360-A1G de 180 ch, le prototype a fait son premier vol le 11 janvier 1972.
L’EAA Acro Sport est probablement l’appareil préféré des ateliers Schoolflight organisés par l’EAA en milieu scolaire pour initier les adolescents à la construction aéronautique.
Les plans de l'EAA Acro Sport sont également commercialisés auprès des constructeurs amateurs par Acro Sport Inc.